# بروكسل والاتحاد الأوروبي

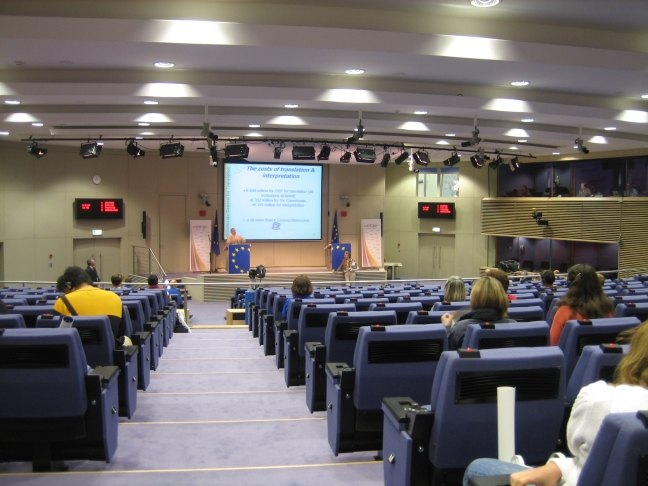
تستقطب بروكسل أكبر عدد من الصحفيين في العالم (غرفة الصحافة التابعة للجنة).

موقع بروكسل في بلجيكا والاتحاد الأوروبي

تُعتبر بروكسل (بلجيكا) العاصمة الفعلية للاتحاد الأوروبي، ولها تاريخ طويل في استضافة عدد من مؤسسات الاتحاد الأوروبي الرئيسية داخل حيها الأوروبي. لا يملك الاتحاد الأوروبي عاصمة رسمية، ولا يخطط للإعلان عن عاصمة، ولكن بروكسل تستضيف المقاعد الرسمية للمفوضية الأوروبية، ومجلس الاتحاد الأوروبي، والمجلس الأوروبي، وذلك بالإضافة إلى مقعد (يُعتبر رسميًا المقعد الثاني ولكنه في الواقع هو الأكثر أهمية) للبرلمان الأوروبي. ولّد هذا الوجود في عام 2013 حوالي 250 مليون يورو (8.3% من الناتج المحلي الإجمالي الإقليمي)، و121 ألف وظيفة (16.7% من العمالة الإقليمية).

## الحالة

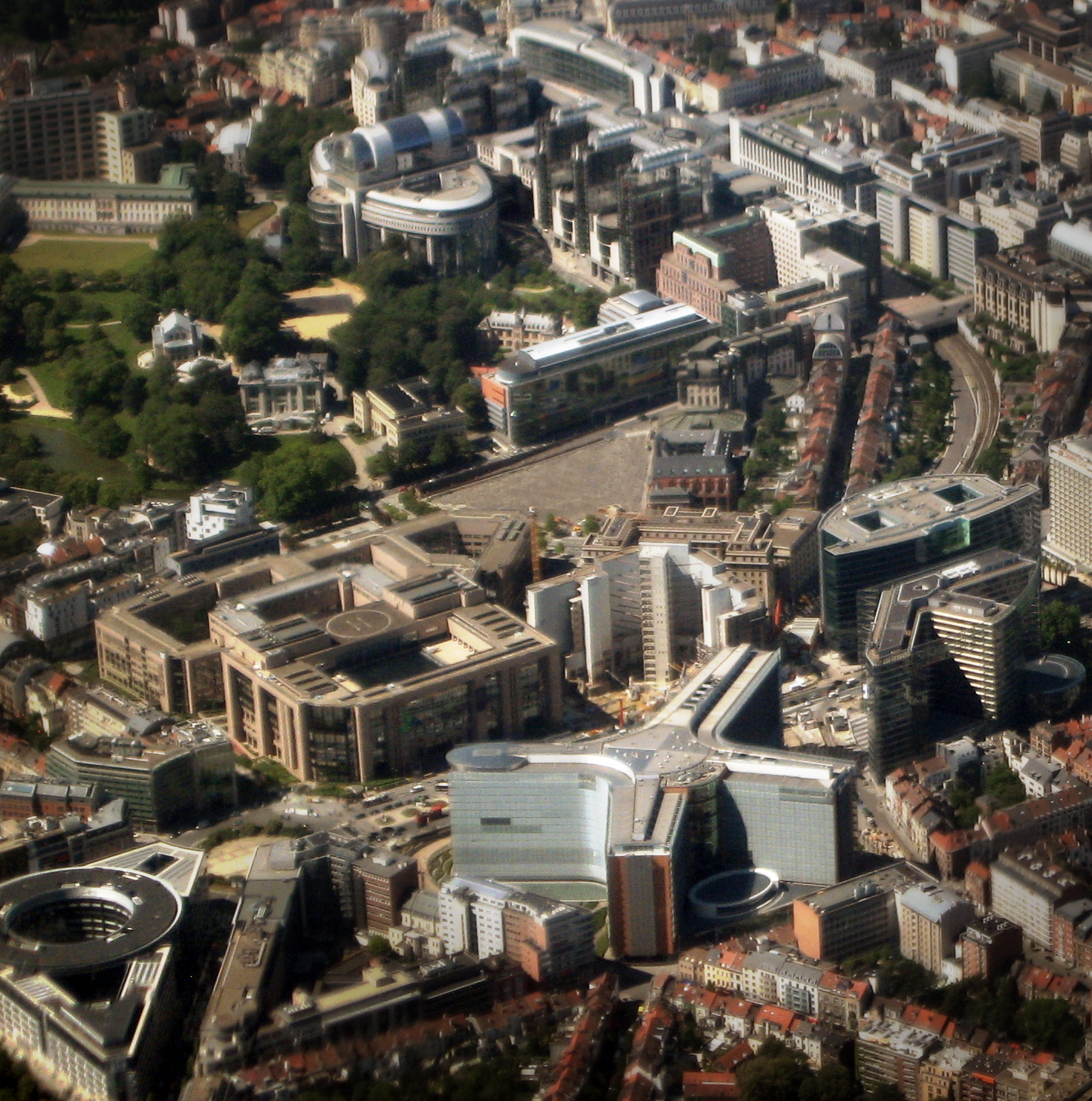
منظر جوي للحي الأوروبي

توظف المفوضية 25 ألف شخص، ويوظف البرلمان حوالي 6000 شخص. تُعد بروكسل بسبب هذا التركيز المكان المفضل لأي تحرك نحو مقعد واحد للبرلمان. يرى بعض المعلقين حقيقة أن بروكسل جذبت عددًا متزايدًا من جلسات البرلمان إلى المدينة، وذلك على الرغم من أنها ليست «عاصمة» الاتحاد الأوروبي بشكل رسمي، بالإضافة إلى المقعدين الرئيسيين للمؤسستين السياسيتين الرئيسيتين الأخريين، مما جعل بروكسل بحكم الواقع عاصمة الاتحاد الأوروبي. كثيرًا ما توصف بروكسل بأنها «عاصمة» الاتحاد الأوروبي، ولاسيما في منشورات السلطات المحلية والمفوضية والصحافة. تفسر بروكسل اتفاقية عام 1992 بشأن المقاعد على أنها إعلان لبروكسل كعاصمة.
هناك مدينتان تستضيفان مؤسسات كبرى أيضًا، وهما لوكسمبورغ (المقعد القضائي والثاني) وستراسبورغ (المقعد الرئيسي للبرلمان). تشير السلطات في ستراسبورغ والمنظمات الموجودة هناك أيضًا إلى ستراسبورغ باسم «عاصمة» أوروبا، ويشار أيضًا إلى بروكسل وستراسبورغ ولوكسمبورغ كعواصم مشتركة لأوروبا. قال نائب رئيس الولايات المتحدة آنذاك جو بايدن في عام 2010 أثناء حديثه أمام البرلمان الأوروبي: «كما تعلمون، يشير بعض السياسيين الأمريكيين والصحفيين الأمريكيين إلى واشنطن العاصمة على أنها عاصمة العالم الحر؛ ولكن يبدو لي أنه في هذه المدينة العظيمة، التي تفتخر بتاريخ يعود إلى 1000 عام والتي تعد عاصمة بلجيكا، موطن الاتحاد الأوروبي، والمقر الرئيسي لحلف شمال الأطلسي. تتمتع هذه المدينة بحقها الشرعي في هذا اللقب».

### جماعات الضغط والصحفيين

الكثافة السكانية لأوروبا. تقع بروكسل بين أكبر المراكز الحضرية.

تعد بروكسل مركزًا للنشاط السياسي حيث يوجد سفراء بلجيكا وحلف شمال الأطلسي والاتحاد الأوروبي في المدينة. هناك أيضًا عدد أكبر من الهيئات الصحفية في بروكسل مع وجود منافذ إعلامية في كل دولة عضو في الاتحاد بها مراسل لبروكسل، وهناك 10 آلاف شخص من جماعات الضغط المسجلة.
بلغ العدد الإجمالي للصحفيين المعتمدين لدى مؤسسات الاتحاد الأوروبي 955 صحفي حتى أواخر أكتوبر عام 2015؛ ويُعد هذا أعلى بشكل هامشي من عدد عام 2012 عندما كان هناك 931 مراسلاً، وتقريبًا نفس العدد بعد التوسع الكبير في عام 2004.
يوجد 358 فني من مصورين ومصورين فوتوغرافيين ومنتجين وما إلى ذلك، بالإضافة إلى 955 صحفي معتمدين لدى الاتحاد الأوروبي، وبذلك يصل العدد الإجمالي لشارات الاعتماد إلى 1313. تزود بلجيكا الحصة الأكبر من الفنيين إذ يصل عددهم إلى 376، وذلك بالإضافة إلى ألمانيا التي تزود 143 فني وفرنسا التي تزود بدورها 105 منهم.

### إمكانية الوصول

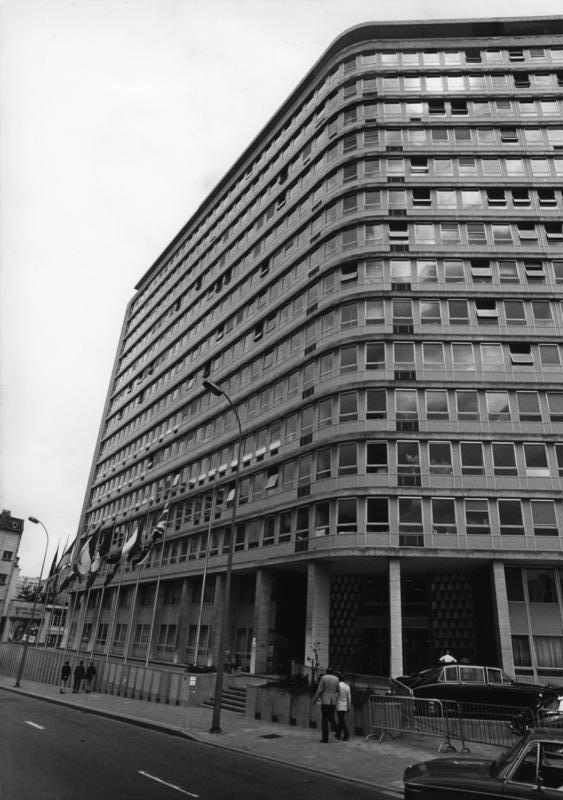
مبنى شارلماغنت (قبل التجديد)، مقر المجلس بين عامي 1971 و 1995

تقع بروكسل في واحدة من أكثر المناطق تحضرًا في أوروبا، بين باريس ولندن ونهر الراين-رور (ألمانيا) وراندستاد (هولندا). تبعد بروكسل حوالي ساعة و25 دقيقة عن باريس، وساعة و50 دقيقة عن لندن وأمستردام وكولونيا (بالقرب من دوسلدورف وراين-رور)، و3 ساعات عن فرانكفورت عبر استخدام القطارات عالية السرعة.
يخطط مشروع «يوروكاب ريل» لتحسين خطوط ربط بروكسل إلى الجنوب مع مدينة لوكسمبورغ وستراسبورغ. يخدم مطار بروكسل الدولي الواقع في بلدية زافينتيم الفلمنكية القريبة بروكسل أيضًا، ومطار بروكسل ساوث شارلروا الجنوب الأصغر الواقع بالقرب من شارلروا (والونيا) على بعد حوالي 50 كم (30 ميل) من بروكسل.

## علم السكان والأثر الاقتصادي
أحدث وجود الاتحاد الأوروبي في بروكسل تأثيرًا اجتماعيًا واقتصاديًا كبيرًا. ذهب جان لوك فانريس، عضو برلمان بروكسل المسؤول عن العلاقات الخارجية للمدينة، إلى حد القول إن ازدهار بروكسل «هو نتيجة الوجود الأوروبي». يجذب وجود الاتحاد الأوروبي الشركات الكبيرة إلى المدينة بالإضافة إلى المؤسسات نفسها. يرتبط إجمالاً حوالي 10% من المدينة بالمجتمع الدولي.
يُعد 46% من سكان بروكسل من حيث التركيبة السكانية من خارج بلجيكا، فنصفهم من دول أخرى أعضاء في الاتحاد الأوروبي. يعيش حوالي 5/3 من موظفي الخدمة المدنية الأوروبية في منطقة العاصمة بروكسل، إذ يعيش 63% منهم في البلديات حول المنطقة الأوروبية (24% في الإقليم الفلامندي و11% في إقليم فالونيا). يُعد نصف موظفي الخدمة المدنية من أصحاب منازل. تستقطب المؤسسات 50 ألف شخص للعمل في المدينة من أولئك الذين يوظفون بشكل مباشر أو الذين يوظَّفون عن طريق النوّاب. يعمل 20 ألف شخص إضافي في بروكسل بسبب وجود المؤسسات (التي تُنتج 2 مليار يورو سنويًا)، وجُذِبت 2000 شركة أجنبية إلى المدينة توظف 80 ألف مواطن محلي متعدد اللغات.
يوجد 3.5 مليون متر مربع (38 مليون قدم مربع) من المساحات المكتبية المشغولة في بروكسل؛ تستهلك مؤسسات الاتحاد الأوروبي وحدها نصف هذه المساحة، وهو ما يمثل ربع المساحات المكتبية المتاحة في المدينة. تتركز غالبية مساحات مكاتب الاتحاد الأوروبي في حي ليوبولد. يبلغ إجمالي تكاليف تشغيل مؤسسات الاتحاد الأوروبي 2 مليار يورو سنويًا، وتستفيد بروكسل مباشرة من نصف ذلك المبلغ، وهناك قيمة 0.8 يورو إضافية تأتي من نفقات الدبلوماسيين والصحفيين. تعود سياحة الأعمال في المدينة بملغ قدره 2.2 مليون للإقامات الفندقية بشكل سنوي. هناك ثلاثون مدرسة دولية (15 ألف تلميذ يديرهم 2000 موظف) تكلف 99 مليون يورو سنويًا.
هناك انقسام كبير بين المجتمعين، إذ يشعر سكان بروكسل المحليين بأنهم مستبعدون من حي الاتحاد الأوروبي (مَعزِل الياقات البيضاء). لا تختلط المجتمعات كثيرًا في أغلب الأوقات، ويكون للمغتربين مجتمعهم الخاص، ويرجع ذلك جزئيًا إلى أن العديد من المغتربين في بروكسل يقيمون لفترات قصيرة فقط، ولا يتعلمون دائمًا اللغات المحلية، ويحل محلها اللغتين الإنجليزية والغلوبيش (وهي نسخة شديدة التنقيح من اللغة الإنجليزية)، ويبقون في مجتمعات المغتربين ويرسلون أطفالهم إلى المدارس الأوروبية بدلاً من المدارس البلجيكية المحلية.

## الحي الأوروبي
تقع معظم مؤسسات الاتحاد الأوروبي التي تتخذ من بروكسل مقراً لها داخل الحي الأوروبي European Quarter (((إنجليزية: Quartier Européen)‏, (بالهولندية: Europese Wijk)‏))، وهو الاسم غير الرسمي للمنطقة المقابلة للمثلث التقريبي بين متنزه بروكسل، ومتنزه سينكوانتينير ومتنزه ليوبولد (مع امتداد فلك المنطقة في البرلمان الأوروبي إلى الأخير). تقع اللجنة والمجلس في قلب هذه المنطقة بالقرب من محطة شومان عند دوار شومان بشارع لا لوي. يقع البرلمان الأوروبي فوق محطة بروكسل-لوكسمبورج، بجوار ميدان لوكسمبورج.
كانت المنطقة، التي كان يُعرف الكثير منها باسم حي ليوبولد لمعظم تاريخها، سكنية تاريخيًا، وهو جانب ضاع سريعًا مع انتقال المؤسسات إليها، على الرغم من أن التغيير من منطقة سكنية إلى منطقة مكتبية أكثر تم بالفعل لبعض الوقت قبل وصول المؤسسات الأوروبية. على الرغم من أن المباني التاريخية والسكنية لا تزال موجودة، فقد تم استبدالها إلى حد كبير بمكاتب حديثة. لم يتم بناء هذه المباني وفقًا لخطة رئيسية عالية الجودة أو مبادرة حكومية، ولكن وفقًا لمضاربة القطاع الخاص في إنشاء مساحات مكتبية، والتي لولاها لما تم بناء معظم مباني المؤسسات. ومع ذلك، وبسبب محاولات بروكسل لتوطيد موقفها، كان هناك استثمار حكومي كبير في البنية التحتية في هذا الحي. تحرص السلطات على التأكيد على أن التطور الفوضوي السابق قد انتهى، حيث تم استبداله بمسابقات معمارية مخططة وخطة رئيسية. جادل المهندس المعماري بينوا موريتز بأن المنطقة كانت جيبًا للنخبة محاطة بأحياء فقيرة منذ منتصف القرن التاسع عشر ، وأن التباين اليوم يمكن مقارنته مع مدينة هندية. ومع ذلك، قال أيضًا إن المدينة قد أحرزت تقدمًا على مدار العقد الماضي في مزج استخدامات الأراضي، وجلب المزيد من الأعمال التجارية والمساكن، وأن المؤسسات أكثر انفتاحًا على «التفاعل» مع المدينة. 
يعتبر استخدام الأراضي في هذا الحي متجانسًا للغاية وينتقده البعض، على سبيل المثال رئيس المفوضية السابق رومانو برودي، لكونه مَعزِلا إداريًا معزولًا عن بقية المدينة (على الرغم من أن هذا الرأي لا يشاركه الجميع). هناك أيضًا نقص ملحوظ في الرمزية، حيث اقترح البعض مثل Rem Koolhaas أن بروكسل تحتاج إلى رمز معماري لتمثيل أوروبا (على غرار برج إيفل أو الكولوسيوم). لا يعتقد البعض الآخر أن هذا يتماشى مع فكرة الاتحاد الأوروبي، حيث ينظر أومبرتو إيكو إلى بروكسل على أنها «عاصمة ناعمة»؛ بدلاً من كونها «مدينة إمبراطورية» للإمبراطورية، يجب أن تعكس موقع الاتحاد الأوروبي كـ «خادم» أوروبا. على الرغم من ذلك، تنوي خطط إعادة التطوير التعامل مع حد معين من الهوية المرئية في الربع.

### مباني المفوضية
الهيكل الأكثر شهرة هو مبنى بيرلايمونت، المقر الرئيسي للجنة. كان أول مبنى يتم تشييده للمجتمع، وتم بناؤه في الأصل في الستينيات. تم تصميمه من قبل لوسيان دي فيستل، وجان جيلسون، وأندريه بولاك، وجان بولاك، ودفع ثمنها من قبل الحكومة البلجيكية (التي يمكن أن تحتلها إذا غادرت المفوضية بروكسل). كان مستوحى من مبنى مقر اليونسكو في باريس، حيث تم تصميمه على شكل نجمة رباعية على الأعمدة الداعمة، وفي ذلك الوقت كان تصميمًا طموحًا.

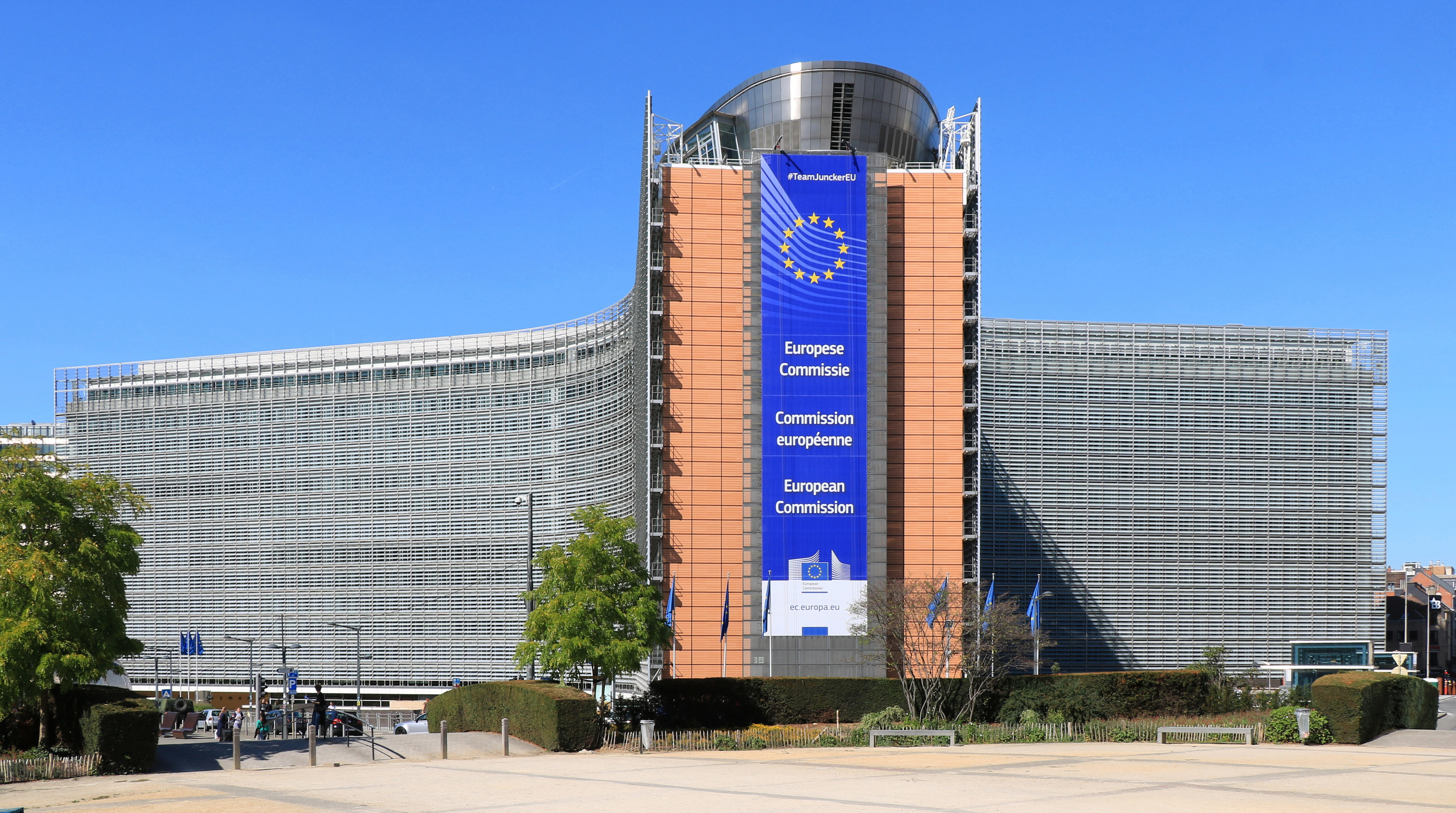
مبنى بيرلايمونت مقر المفوضية الأوروبية في بروكسل

تم بناء المبنى في الأصل باستخدام الأسبستوس، وتم تجديده في التسعينيات لإزالته وتجديد المبنى القديم لمواكبة التوسيع. بعد فترة من الانتقال في مبنى Breydel في شارع Avenue d'Auderghem/Oudergemlaan, أعادت المفوضية العمل في مبنى بيرلايمونت في عام 2005 واشترت المبنى مقابل 550 مليون يورو.
يشغل رئيس المفوضية الأوروبية أكبر مكتب بالقرب من غرفة اجتماعات الهيئة في الطابق العلوي (13). على الرغم من أن المبنى الرئيسي للمفوضية، إلا أنه يضم 2000 فقط من أصل 20000 مسؤول للمفوضية في بروكسل. بالإضافة إلى المفوضين وخزائنهم، يضم فندق مبنى بيرلايمونت أيضًا الأمانة العامة والخدمات القانونية للجنة. عبر اليح الأوروبي، تشغل اللجنة 865,000 م2 (9,310,783 قدم2) في 61 مبنى مع مبني بيرلايمونت مبنى شارل مان هما الوحيدان اللذان يزيد حجمهما عن 50,000 م2 (538,196 قدم2)